# Сёдерстрём, Элизабет
Элизабет Анна Сёдерстрём (швед. Elisabeth Anna Söderström; 7 мая 1927, Стокгольм — 20 ноября 2009, там же) — шведская певица (сопрано).

## Биография
Отец Элизабет Сёдерстрём — певец, режиссёр и импресарио, по происхождению швед, мать — русская певица и пианистка Анна Паласова, в годы Октябрьской революции эмигрировавшая за рубеж. Начальное музыкальное образование получила у бывшей артистки русской императорской оперы Аделаиды Андреевой фон Скилондз. В 1947—1949 годах училась в Королевской академии музыки в Стокгольме. Дебютировала в 1947 на сцене Дроттнингхольмского придворного театра в опере Моцарта «Бастьен и Бастьенна» (1947). В 1949—1980 годах — солистка Шведской королевской оперы. Выступала на сценах крупнейших оперных театров мира — в Ковент-Гардене, Венской государственной опере, Метрополитен Опера и др. В 1993—1996 годах возглавляла Дротнингхольмский придворный театр. Входила в состав жюри музыкальных фестивалей, в том числе фестиваля «Певец мира» 1989 года. Последнее выступление Сёдерстрём состоялось в 1999 на сцене Метрополитен-оперы (графиня в «Пиковой даме» Чайковского). Скончалась от осложнений после инсульта.
В 1950 году вышла замуж за морского офицера Сверкера Улова (англ. Sverker Olow, 1925–2010). У них было трое детей.

## Репертуар
Пела в операх и ораториях Монтеверди, Перголези, Гретри, Глюка, Моцарта, Бетховена, Гуно, Оффенбаха. Прославилась исполнением ведущих ролей в операх Штрауса («Кавалер розы», «Ариадна на Наксосе»), Дебюсси («Пеллеас и Мелизанда»), Берга («Воццек»), Хумпердинка («Гензель и Гретель»), Яначека («Енуфа», «Катя Кабанова», «Средство Макропулоса»), Лигети («Великий мертвиарх»). Выступала с сольным исполнением песен и романсов Шуберта, Листа, Малера, Сибелиуса, Мусоргского, Чайковского, Рахманинова, Бриттена, Прокофьева, Шостаковича и др.
Вместе с Владимиром Ашкенази записала полное собрание вокальных сочинений С.Рахманинова.

## Мемуары
Оставила воспоминания (1978).

## Признание
- Почётное звание Hovsångerska (1959)
- Член Шведской королевской академии (1965).